# 양영민
양영민(1974년 7월 19일 ~ )은 대한민국의 전 축구 선수이자 현 대한축구협회 전임 지도자이다.
선수 시절 포지션은 골키퍼였다.
현재는 u12남자대표팀 골키퍼 코치이다

## 생애

### 선수
군복무를 마치고 1999년 천안일화에 입단하였으나, 권찬수, 전상욱 등에 밀려 오랜시간 2군에 머물렀으며, 2004년 차경복에 의해 아시아 챔피언스리그를 통해 첫 선발 출전하였으나, 알이티하드와의 경기에서 5골을 실점하는 등 부진한 모습을 보였고(이때 선수들 정신이 해이해졌다 )차경복 감독 사임후 김학범 감독이 부임하면서 주전명단에서 완전히 제외당하였고, 2005년 은퇴하였다.
2014년 대전 시티즌의 골키퍼로 선수 등록이 되기도 하였다.